# Super 10 2006-2007
Il Super 10 2006-07 fu il 77º campionato nazionale italiano di rugby a 15 di prima divisione.
Si tenne dal 10 settembre 2006 al 19 maggio 2007 tra 10 squadre; per esigenze di sponsorizzazione chiamato Groupama Super 10, vide per la quinta volta consecutiva in finale il Benetton, mentre la squadra sfidante, il Viadana, era alla sua seconda sfida-scudetto. Durante le semifinali, le due squadre finaliste superarono rispettivamente Petrarca (punteggi di 20-18 e 20-5) e Calvisano (10-19 e 30-19 i tabellini), gli altri due club qualificatisi per i play-off grazie al piazzamento in classifica generale.

## Eventi
Il Benetton Rugby Treviso, che scontò all'inizio di torneo una squalifica del proprio impianto interno di due giornate a causa degli incidenti provocati da alcuni propri giocatori nella finale della stagione precedente, vinse la stagione regolare e la finale rispecchiò esattamente l'andamento della prima fase, essendosi il Viadana classificato immediatamente alle spalle dei veneti.
La finale, disputata per il secondo anno consecutivo al Brianteo di Monza davanti a più di 11000 spettatori, conobbe per la prima volta un epilogo ai tempi supplementari: a metà dei tempi regolamentari Viadana conduceva 9-6 grazie a tre calci piazzati di Corrado Pilat (alla sua ultima finale scudetto a 8 anni di distanza dalla prima, all'epoca tuttavia disputata con la maglia del Benetton avversario di giornata) e a due calci trevigiani di Marius Goosen; il vantaggio aumentò ulteriormente tanto che a 20' dalla fine dell'incontro i lombardi conducevano 18-6; al 71' una meta di Sbaraglini riportò Treviso sotto il break e in pieno recupero Wentzel mise a terra la meta che, trasformata da Goosen, portò i tempi regolamentari a 18-18.
Nel primo tempo supplementare Pilat portò in vantaggio Viadana con un piazzato, poi nel secondo tempo una meta di Massimiliano Perziano, ancora una volta trasformata da Goosen, ribaltò la situazione e portò Treviso sul 25-21; di nuovo Goosen al piede allungò fino a 28-21 e a sette minuti dalla fine di nuovo Pilat, autore dell'intero score di Viadana, portò di nuovo la sua squadra sotto di tre, a quota 24, ma non fu sufficiente.
Treviso si aggiudicò così il suo 13º scudetto, consolidando la sua posizione di squadra più titolata d'Italia dopo l'Amatori Milano.
In coda al torneo da registrare la retrocessione dell'Aquila dopo 42 campionati consecutivi in massima divisione, nel corso dei quali vinse 5 scudetti: la società abruzzese, alle prese con una lunga lista di infortunati, a tre giornate dalla fine schierò Lorenzo Bocchini, giocatore italiano ma formatosi in Sudafrica e quindi, per la F.I.R., di formazione estera; prevedendo il regolamento di schierare almeno 12 giocatori di formazione italiana, ed essendovene, tolto Bocchini, 11 a referto, fu data partita persa per 0-20 (sul campo l'incontro, con il GRAN Parma, era stato vinto 30-23) e un'ulteriore penalizzazione di 4 punti; la società sostenne la buona fede della scelta di Bocchini, in quanto a suo dire classificato come «di formazione italiana» dalla stessa FIR e dal Rovigo, dal quale il giocatore fu acquistato, ma il ricorso presentato non ebbe esito e furono confermate sia la sconfitta a tavolino che gli ulteriori 4 punti di penalizzazione; a causa di tali 8 punti persi L'Aquila terminò all'ultimo posto e retrocedette in serie A.
Da segnalare, infine, il ritorno di Roma nel Super 10, con la Capitolina, giovane società fondata nel 1996.

## Squadre partecipanti
| Club            | Sponsor                                      | Città     | Impianto interno                             |
| --------------- | -------------------------------------------- | --------- | -------------------------------------------- |
| Amatori Catania |                                              | Catania   | Stadio Santa Maria Goretti                   |
| L’Aquila        | Infinito (web)                               | L'Aquila  | Stadio Tommaso Fattori                       |
| Benetton        | Benetton (abbigliamento)                     | Treviso   | Stadio di Monigo                             |
| Calvisano       | Cammi (edilizia)                             | Calvisano | Stadio San Michele                           |
| Capitolina      | AlmavivA (software)                          | Roma      | Stadio Flaminio                              |
| GRAN Parma      | SKG (climatizzazione); poi Rolly (sanitaria) | Parma     | Stadio Sergio Lanfranchi e campo Nando Capra |
| Parma           | Overmach (meccanica)                         | Parma     | Stadio Sergio Lanfranchi                     |
| Petrarca        | Carrera (abbigliamento)                      | Padova    | Stadio Plebiscito                            |
| Rovigo          | Femi-CZ (portacavi)                          | Rovigo    | Stadio Mario Battaglini                      |
| Viadana         | Arix (pulizia per la casa)                   | Viadana   | Stadio Luigi Zaffanella                      |

## Stagione regolare

### Risultati
| 10-9-2006  | 1ª/10ª giornata             | 6-1-2007  |
| ---------- | --------------------------- | --------- |
| 23-17      | GRAN Parma — Rovigo         | 22-25     |
| 14-13      | Benetton — Petrarca         | 11-27     |
| 52-12      | Viadana — Amatori Catania   | 17-12     |
| 7-28       | Capitolina — Calvisano      | 9-13      |
| 14-29      | L'Aquila — Parma            | 23-27     |
|            |                             |           |
| 30-9-2006  | 4ª/13ª giornata             | 31-3-2007 |
| 77-17      | Viadana — L'Aquila          | 28-21     |
| 31-13      | Parma — Capitolina          | 20-20     |
| 25-16      | Calvisano — Benetton        | 12-18     |
| 26-19      | Petrarca — GRAN Parma       | 14-18     |
| 24-22      | Amatori Catania — Rovigo    | 3-21      |
|            |                             |           |
| 26-11-2006 | 7ª/16ª giornata             | 21-4-2007 |
| 17-11      | Benetton — Capitolina       | 45-18     |
| 40-15      | GRAN Parma — L'Aquila       | 20-0      |
| 9-25       | Rovigo — Viadana            | 29-34     |
| 21-15      | Petrarca — Parma            | 24-21     |
| 50-6       | Calvisano — Amatori Catania | 20-24     |

| 19-9-2006  | 2ª/11ª giornata              | 27-1-2007 |
| ---------- | ---------------------------- | --------- |
| 19-24      | Parma — Viadana              | 6-17      |
| 37-6       | Calvisano — L'Aquila         | 19-16     |
| 25-12      | Petrarca — Capitolina        | 16-15     |
| 13-26      | Rovigo — Benetton            | 14-28     |
| 17-20      | Amatori Catania — GRAN Parma | 3-9       |
|            |                              |           |
| 14-10-2006 | 5ª/14ª giornata              | 7-4-2007  |
| 34-12      | Petrarca — Calvisano         | 30-33     |
| 17-23      | Rovigo — Parma               | 17-33     |
| 13-44      | GRAN Parma — Viadana         | 3-22      |
| 34-6       | Benetton — L'Aquila          | 26-9      |
| 40-18      | Capitolina — Amatori Catania | 26-20     |
|            |                              |           |
| 2-12-2006  | 8ª/17ª giornata              | 27-4-2007 |
| 38-21      | Benetton — GRAN Parma        | 24-24     |
| 33-27      | Capitolina — Rovigo          | 18-28     |
| 15-13      | L'Aquila — Petrarca          | 3-31      |
| 21-14      | Viadana — Calvisano          | 29-22     |
| 40-9       | Parma — Amatori Catania      | 10-36     |

| 23-9-2006  | 3ª/12ª giornata            | 24-3-2007 |
| ---------- | -------------------------- | --------- |
| 0-17       | Rovigo — Petrarca          | 14-28     |
| 19-33      | GRAN Parma — Calvisano     | 18-19     |
| 36-15      | Benetton — Parma           | 19-25     |
| 26-20      | Capitolina — Viadana       | 7-27      |
| 24-19      | L'Aquila — Amatori Catania | 23-34     |
|            |                            |           |
| 4-11-2006  | 6ª/15ª giornata            | 14-4-2007 |
| 31-14      | L'Aquila — Capitolina      | 16-18     |
| 9-15       | Viadana — Benetton         | 44-15     |
| 13-27      | Parma — GRAN Parma         | 20-13     |
| 19-3       | Calvisano — Rovigo         | 13-12     |
| 15-42      | Amatori Catania — Petrarca | 23-31     |
|            |                            |           |
| 23-12-2006 | 9ª/18ª giornata            | 29-4-2007 |
| 17-9       | Calvisano — Parma          | 31-29     |
| 37-18      | Petrarca — Viadana         | 6-25      |
| 38-17      | Rovigo — L'Aquila          | 19-24     |
| 58-20      | GRAN Parma — Capitolina    | 37-39     |
| 0-41       | Amatori Catania — Benetton | 19-41     |

### Classifica
| Pos | Squadra         | G  | V  | N | P  | PF  | PS  | DP   | BMP | Pt |
| --- | --------------- | -- | -- | - | -- | --- | --- | ---- | --- | -- |
| 1   | Benetton        | 18 | 14 | 1 | 3  | 495 | 276 | +219 | 9   | 67 |
| 2   | Viadana         | 18 | 14 | 0 | 4  | 504 | 312 | +192 | 6   | 62 |
| 3   | Calvisano       | 18 | 13 | 0 | 5  | 417 | 306 | +111 | 7   | 59 |
| 4   | Petrarca        | 18 | 13 | 0 | 5  | 435 | 283 | +152 | 6   | 58 |
| 5   | GRAN Parma      | 18 | 8  | 1 | 9  | 404 | 389 | +15  | 9   | 43 |
| 6   | Parma           | 18 | 8  | 1 | 9  | 385 | 378 | +7   | 8   | 42 |
| 7   | Capitolina      | 18 | 6  | 1 | 11 | 346 | 477 | −131 | 5   | 31 |
| 8   | Rovigo          | 18 | 4  | 0 | 14 | 325 | 410 | −85  | 8   | 24 |
| 9   | Amatori Catania | 18 | 4  | 0 | 14 | 294 | 531 | −237 | 7   | 23 |
| 10  | L’Aquila        | 18 | 4  | 0 | 14 | 280 | 523 | −243 | 0   | 16 |

## Play-off
|  | Semifinali | Semifinali | Semifinali | Semifinali | Semifinali |  |  | Finale   | Finale   | Finale |  |
|  |            |            |            |            |            |  |  |          |          |        |  |
|  | 4          | Petrarca   | 20         | 5          | 25         |  |  |          |          |        |  |
|  | 1          | Benetton   | 18         | 20         | 38         |  |  | Benetton | Benetton | 28     |  |
|  | 3          | Calvisano  | 19         | 19         | 38         |  |  | Viadana  | Viadana  | 24     |  |
|  | 2          | Viadana    | 10         | 30         | 40         |  |  |          |          |        |  |

### Semifinali
| Arbitro: | Stefano Mancini (Frascati) |

|                                  |      |                                      |
| Patrizio 42’                     | mt   |                                      |
| Little 21’, 32’, 38’, 78’, 80+3’ | c.p. | 1’, 16’, 51’, 55’, 69’, 80+1’ Goosen |

| Arbitro: | Carlo Damasco (Napoli) |

|                               |      |             |
| A. Persico 56’                | mt   | 80’ Reid    |
| Scanavacca 56’                | tr   | 80’ Howarth |
| Scanavacca 21’, 40’, 42’, 59’ | c.p. | 70’ Howarth |

| Arbitro: | Paolo Ventura (Roma) |

|                          |      |                     |
| Goosen 46’ Semenzato 76’ | mt   | 80+1’ M. Lorenzetti |
| Goosen 46’, 76’          | tr   |                     |
| Goosen 7’, 17’           | c.p. |                     |

| Arbitro: | Maurizio Vancini (Milano) |

|                                   |      |                               |
| Sole 20’ S. Bortolussi 44’        | mt   | 16’ Nitoglia                  |
| Pilat 20’                         | tr   | 16’ Scanavacca                |
| Pilat 2’, 12’, 20’, 35’, 65’, 76’ | c.p. | 12’, 31’, 47’, 58’ Scanavacca |

### Finale
| Arbitro: | Giulio De Santis (Roma) |

|                                            |            |                                            |
| Sbaraglini 71’ Wentzel 80+6’ Perziano 107’ | mt         |                                            |
| Goosen 80+6’, 107’                         | tr         |                                            |
| Goosen 27’, 42’, 111’                      | c.p.       | 20’, 30’, 40+5’, 52’, 68’, 96’, 113’ Pilat |
|                                            | drop       | 61’ Pilat                                  |
| Craig Green                                | Allenatori | Jim Love                                   |

## Verdetti
- Benetton: campione d'Italia;
- Benetton e Viadana: qualificate alla Heineken Cup;
- Calvisano, Petrarca, GRAN Parma e Parma: qualificate all'European Challenge Cup;
- L’Aquila: retrocessa in serie A.